# Улытау (группа)
Улытау (каз. Ұлытау) — музыкальный коллектив из Казахстана, работающий в стиле инструментального казахского этно-рока.

## Состав
Соло-гитара - Максим Кичигин
Домбра (изготовил Турдугулов, Жолаушы Абулгазинович) - Рустем Баекеев
Скрипка - Асель Исаева
Клавишные - Жанболат Адилов
Бас-гитара - Серик Сансызбаев
Ударные - Игорь Джавад-Заде

## История группы
Название получила от горного массива Улытау (от каз. Улы тау — великая гора) в Карагандинской области Казахстана. Первоначальная идея создания группы принадлежит известному казахстанскому продюсеру[кому?], которая была реализована в 2001 году. Был создан инструментальный музыкальный проект под названием «Доскрип» (от слов «домбра» и «скрипка»). Первоначально он состоял из скрипачки Найли и домбриста Батыржана. Вскоре состав полностью обновился: в нём играли домбрист Ержан Алимбетов (студент Алма-Атинской консерватории) и классическая скрипачка Аида Аюпова. Спустя некоторое время к дуэту присоединился гитарист Максим Кичигин (бывший участник группы Форест Гамп).
Всемирный чемпионат музыкальных исполнителей, проходивший в Голливуде, (США) с 7 по 14 октября 2001 года, стал первым серьёзным испытанием для молодых музыкантов. Группа победила на чемпионате, одновременно завоевав Гран-при и Золотую медаль.
Трио стало лауреатом Независимой премии «Тарлан» — специальная премия «Надежда» в номинации «Музыка» и Лауреатом Премии Союза Молодежи Республики Казахстан.
В 2003 году в связи с уходом Аиды Аюповой из группы, в неё пришла новая скрипачка, однако она почти сразу покинула группу, и на её место пришла Нургайша Садвакасова (2003—2007 года).
Кыдырали Болманов, презентуя первый сольный альбом группы в 2006 году, заявил: «Впервые на казахстанском рынке появился альбом, записанный на лучшей московской студии Владимира Осинского. Сведение альбома происходило в Лос-Анджелесе на студии „Paramaunt Records“ (США) саунд-продюсером Тимом Палмером».
Первый альбом получил название «Жумыр Кылыш» (каз. Два Воина) по одноимённому кюю Махамбета и содержит в себе 10 композиций на музыку Курмангазы, Махамбета, Тлендиева, Шалмырзы, Казангапа, Вивальди и Моцарта. По словам Болманова, прокат диска будет предоставлен таким каналам, как Channel V и MTV.
В 2009 году после выступления на рок-фестивале в Румынии их пригласила на совместный тур по Европе американская хэви-метал-группа Manowar. В том же году Улытау выступили на разогреве на концерте Manowar в Москве.
В 2010 году группа вновь стала трио: присоединилась новая скрипачка Алуа Маканова.

## Дискография
1. «Жумыр Кылыш» — 2006[5][6] (европейский вариант — Two Warriors, 2009)][7].
2. «Цугцванг» — 2010 (саундтрек к одноимённому фильму).
3. «Новый день» — 2011.

## Карьера
- 2001 год — диплом «Золотой диск — 2001», V Казахстанская песня года, за лучшую композицию десятилетия (кюй «Адай» — Курмангазы).
- 2001 год — лучшая инструментальная группа на церемонии вручении канала «А-1» (НТК).
- 2001 год — Гран-при и Золотая медаль на Всемирном чемпионате музыкальных исполнителей (Голливуд, США) в составе: Аида Аюпова — скрипка, Ержан Алимбетов — домбра, Максим Кичигин — электрогитара.
- 2001 год — Лауреат Независимой премии «Тарлан» — специальная премия «Надежда» в номинации «Музыка».
- 2002 год — на церемонии вручения музыкальных наград национального хит-парада медиа-холдинга «31 канал» — лучшая инструментальная группа — за вклад в развитие казахстанской музыки, как признание популярности, исполнительского мастерства, творческого потенциала и таланта.
- 2002 год — Лауреат Премии Союза Молодежи Республики Казахстан.
- 2003 год — новая скрипачка Нургайша Садвакасова (экс — «Рахат-Лукум»).
- 2004 год — выступление по приглашению в концерте турецкой звезды Таркана.
- 2005 год — участники группы удостоены звания «Народные и заслуженные артисты Чеченской Республики и Республики Ингушетия» за свою версию «Лезгинки».
- 2006 год — клип «Жумыр Кылыш»[8].
- 2006 год — победители в финальном гранд-концерте национальной премии «Музыкальная фишка» с призом $300 000[9].
- 2007 год — представители всемирно известного лейбла «I-music» вручили «Улытау» Золотой диск за полмиллиона проданных копий альбома «Two Warriors» (переиздание дебютного «Жумыр Кылыш»[10].
- 2009 год — вышел клип «Акжелкен» (саундтрек к фильму Эльдора Уразбаева «Прыжок афалины»).
- 2009 год — участие в рок-фестивале «B’ESTFEST» (Румыния), затем летнее турне по Европе с известной американской хэви-метал-группой Manowar.
- 2010 год — новая скрипачка Алуа Маканова (студентка консерватории).
- 2010 год — «За гранью условностей» (гитарный соло-альбом Максима Кичигина)[11]